# Erman Kiliç
Erman Kiliç (Erzincan, 20 september 1983) is een Turks voetballer die bij voorkeur als middenvelder speelt. Hij verruilde in juli 2017 Menemen Belediyespor voor 24 Erzincanspor.